# امیلی فورد
امیلی فورد (انگلیسی: Emily Ford؛ زادهٔ ۸ نوامبر ۱۹۹۴)  قایقران روئینگ زن اهل بریتانیا است.
وی در مسابقات کشوری و بین‌المللی در مجموع برندهٔ ۳ مدال نقره شده است.